# Partito dell'Unione per i Diritti Umani
Il Partito dell'Unione per i Diritti Umani (in albanese Partia Bashkimi për të Drejtat e Njeriut, PBDNJ, in greco Κόμμα Ένωσης Ανθρωπίνων Δικαιωμάτων, KEAΔ) è un partito politico albanese, fondato nel 1992 da Vasil Melo, come rappresentanza politica delle minoranze etniche in Albania e della Minoranza Greca in particolare.

## Storia
Alle elezioni politiche del 1997 il PBDNJ guidato dall'onorevole Vasil MELO ottenne il 2.6% dei voti e 3 deputati. 
Alle elezioni parlamentari del 2001, il PBDNJ guidato dall'onorevole Vasil MELO ottenne il 2,6% dei voti e tre deputati.
Alle elezioni parlamentari del 2005, il PBDNJ guidato da Vangjel Dule ha ottenuto il 4,1 % dei voti e due seggi. 
Alle elezioni parlamentari del 2009 calò all'1,2% dei voti, conservando un solo seggio.
Alle elezioni parlamentari del 2013 il PBDNJ si è presentato nell'Alleanza per un'Albania Europea, conquistando un seggio.

## Ideologia
Il PBDNJ è un partito centrista, a ispirazione socioliberale. Si prefigge la tutela degli interessi della minoranza greca d'Albania.